# Icicle (DC Comics)
Icicle è il nome di due supercriminali dei fumetti pubblicati dalla DC Comics.

## Biografia del personaggio

### Dr. Joar Mahkent
Quando un noto fisico europeo, il Dr. Joar Mahkent, arrivò in America con la sua ultima scoperta scientifica, gli spettatori rimasero sbalorditi nell'assistere che la lussuosa nave di linea su cui il Dr. Mahkent viaggiava si congelò all'improvviso al porto di Gotham.
Investigando su questo fenomeno, la Lanterna Verde originale (Alan Scott) rimase scioccato dalla vista del Dr. Mahkent che veniva colpito alla testa da un proiettile nella propria cabina, apparentemente vittima di Lanky Leeds, un noto ricattatore registrato come passeggero di quella nave. Così, quando il criminale in un costume bizzarro noto come Icicle comparve sulla scena poco più tardi quello stesso giorno, in possesso di una pistola in grado di congelare istantaneamente l'umidità nell'aria e renderla solida, Lanterna Verde presunse che fosse lui Lanky Leeds, che aveva rubato l'invenzione del Dr. Mahkent.
Dopo qualche incontro frustrante, Lanterna Verde alla fine smascherò Icicle che si rivelò essere lo stesso Joar Mahkent, che aveva di fatto ucciso Lanky Leeds, utilizzando la sua pistola a raggio congelante per mascherare il suo volto così da renderlo somigliante a quello di Leeds. Tentando la fuga da Lanterna Verde, Icicle saltò da un palazzo di 20 piani e sembrò venire immerso nel Gotham River sottostante e quindi verso la propria fine.
In realtà, Icicle sopravvisse alla sua caduta nel fiume, e ritornò a scontrarsi con il Gladiatore di Smeraldo ancora e ancora, infine diventando un membro della Società dell'Ingiustizia del Mondo del Mago che riuscì a ipnotizzare per un breve periodo l'intera Justice Society of America. Durante i loro Crimini Patriottici, Icicle rubò il Monumento a Washington. Più avanti fu membro dei Crime Champions of Two Earths, insieme al mago e al Violinista, che si allearono con un trio di criminali di Terra-Uno dopo che il Violinista venne accidentalmente a conoscenza del mondo per viaggiare tra i due mondi. Icicle eseguì un furto da un milione di dollari su Terra-Due e fuggì da Hourman#Rex Tyler e Dottor Fate. Fu infine sconfitto da Dottor Fate mentre derubava un museo su Terra-Uno. La Justice League of America e la JSA furono però catturate e imprigionate in gabbie nello spazio dai Crime Champions, ma riuscirono a uscirne con l'aiuto delle due Lanterne Verdi. Tutti i criminali furono quindi catturati.
Icicle incontrò la propria fine durante la Crisi sulle Terre infinite, quando lui e numerosi altri supereroi tentarono di invadere il laboratorio dell'Oano rinnegato noto come Krona.
Nella storia Batman: Hush si scoprì che da bambini, Bruce Wayne e Thomas Elliot assistettero a un combattimento tra Alan Scott e Icicle durante una visita a Metropolis.
Joar Mahkent fu identificato come uno dei criminali sepolti sotto la Sala della Giustizia.

### James e Doyle Christie
In The Flash vol. 2 dal n. 56 al n. 58 (1991-1992), il nipote di Joar Mahkent, James Christie, adottò brevemente il nome e il modus operandi del nonno. Fu catturato da sua sorella, Doyle Christie, che divenne una supereroina per qualche tempo e che operava con lo stesso nome in codice.

### Cameron Mahkent
A differenza di suo padre, Cameron Mahkent non aveva bisogno di una "pistola congelante", in quanto l'esposizione prolungata di suo padre all'arma ne alterò la genetica, permettendogli di passare al proprio figlio l'abilità di congelare gli oggetti e le persone o di abbassare sensibilmente la temperatura di una stanza o di un'area. Anche la pigmentazione della pelle di Cameron ne fu alterata, facendolo somigliare a un albino.
Cameron divenne il secondo Icicle poco dopo essersi unito al gruppo Injustice Unlimited del Mago. Fu durante il periodo della miniserie Legends (1986), che la popolazione americana voltò le spalle ai propri eroi, e fu emessa una legge che prevedeva che nessuno poteva operare legalmente con un costume. Tutto ciò non ebbe effetto sui criminali, in quanto infrangere le leggi per loro è dovuto. Per il nuovo Icicle si dimostrò un'opportunità per unirsi con altri super criminali. Si unì al Mago nella sua nuova Società dell'ingiustizia - chiamata Injustice Unlimited. Il gruppo superò la sicurezza, la famosa Infinity, Inc., all'International Trade Conference a Calgary, in Canada e un contingente dei Guardiani Globali e costrinsero gli eroi ad aiutarli in qualche scontro. Ad Icicle fu assegnata la missione di trovare l'uomo-mostro Solomon Grundy e portò con sé Icemaden e Jade sotto controllo mentale nel viaggio, fino al Circolo polare artico. Riuscirono nella loro missione e portarono il behemoth bianco fino a Calgary giusto in tempo per interferire con i piano di evasione del Mago. Il piano di ricattare i ricchi uomini d'affari andò in tilt quando Hourman (Rick Tyler) si riprese e si liberò. Nella confusione della battaglia, tuttavia, Cameron riuscì a fuggire.
Solo settimane più tardi si unì ad Artemis e a Hazard, così come la nuova Harlequin, Dummy e Solomon Grundy. L'idea di Dummy era quella di essere a capo di una nuova versione degli Injustice Unlimited e di assassinare tutti i membri della Infinity, Inc. così da permettere al nuovo gruppo di farsi un nome. Il loro primo obiettivo - Skyman - fu ucciso con successo da Harlequin, mentre Icicle andò dietro a Brainwave Jr.. Dopo aver creduto morto il mutante mentale Icicle ritornò alla sua coorte. Il piano finale era quello di attirare tutti i restanti Infinitors agli Stellar Studios e ucciderli, un piano sventato solo dal rifiuto di Hazard di cooperare, e l'improvvisa ricomparsa di Brainwave Jr. e Jade (entrambi creduti morti). Icicle riuscì quasi a uccidere Brainwave Jr. in un combattimento uno contro uno ma fu messo fuori gioco da Jade. Alla fine, Cameron fu dato in custodia alle forze dell'ordine.
Successivamente, dopo aver ingaggiato una battaglia con il secondo Star-Spangled Kid, S.T.R.I.P.E. e Starman, si unì alla nuova Società dell'ingiustizia su invito di Johnny Sorrow, che lo liberò dalla sua cella. Durante Stealing Thunder, quando Ultra-Humanite rifece il mondo dopo aver rubato il Thunderbolt di Johnny Thunder, fu costretto ad aiutare le riserve della Justice Society - consistenti in Capitan Marvel, Hourman, il terzo Crimson Avenger, Power Girl, Sand e Jakeem Thunder - contro Ultra-Humanite, in quanto erano le uniche altre persone libere nel mondo creato dalla scimmia intelligente. Alla fine gli fu offerto un posto nella JSA da Sand ma rifiutò dicendo che aveva combattuto con loro solo per le proprie ragioni.
A Cameron non importa dell'eredità criminale della Golden Age di suo padre. Divenne un criminale, non a causa della sua eredità, ma perché non è una brava persona, è molto più malvagio del suo predecessore. Ha cominciato una relazione con la sua compagna di squadra Tigress.
Come parte della storia Superman/Batman: Nemici pubblici, Icicle fu parte di un attacco multi-criminale a Superman e Batman a Washington. Nonostante lavorasse con altri criminali con poteri che si basano sul ghiaccio, come Killer Frost e Capitan Cold e avendo i rinforzi di criminali da parte del Presidente Luthor, Icicle e gli altri criminali furono sonoramente sconfitti.
Durante la Crisi infinita, Cameron saltò fuori come membro della Società segreta dei supercriminali di Alexander Luthor Jr..
Un anno dopo fu avvicinato da Mirror Master perché si unisse alla Squadra Suicida per una missione.
Sulla copertina di Justice League of America vol. 2 n. 13, Icicle fu tra i membri della nuova Lega dell'ingiustizia, anche se non fu corroborata dalla storia.
Lo si può vedere come membro della Società Segreta dei Supercriminali di Libra.
Icicle e Tigress comparvero nella seconda comparsa di Hourman e Liberty Belle in JSA All Stars. La storia li vede coinvolti in lavori alternati con e contro la coppia eroica in una missione per ritrovare magici artefatti. Lui e Tigress aspettavano un bambino, cosa che sembrò anche minacciare la salute di Tigress. Icicle cercò di "guadagnare" dei soldi per le carissime cure.

## Poteri e abilità
L'Icicle originale aveva una pistola che poteva generare e controllare il ghiaccio. Poteva creare colpi di ghiaccio, missili di ghiaccio e muri di ghiaccio dall'umidità dell'ambiente.
Il secondo Icicle può generare e controllare il ghiaccio; può creare colpi di ghiaccio, missili di ghiaccio e muri di ghiaccio dall'umidità dell'ambiente, così come può formare nevischio, neve e pioggia congelante.

## Altre versioni

### Justice League Adventures
Basato sull'Universo animato DC, Icicle fu parte di un gruppo di criminali con poteri basati sul ghiaccio chiamati i "Cold Warriors", che cercarono di rovesciare una piccola nazione africana. I Cold Warriors comparvero in Justice League Adventures n. 12 (dicembre 2002).

### DC Super Friends
Basato sull'universo DC Super Friends, Icicle fu parte di un gruppo di criminali con poteri basati sul ghiaccio chiamati "Ice Pack" che racchiusero una città nel ghiaccio e nella neve. Gli Ice Pack comparvero in DC Super Friends n. 16 (agosto 2009).

### Flashpoint
Nella linea alternativa degli eventi di Flashpoint, Icicle è un membro dei pirati di Deathstroke, e lo aiutò ad attaccare la flotta dei Warlord. Dopo un attacco di Aquaman e Ocean Master, ad Icicle fu chiesto da Sonar di liberarlo, cosa che accettò di fare. Dopo che la nave dei Warlord fu distrutta da Jenny Blitz, Icicle si unì all'ammutinamento contro Deathstroke, ma Deathstroke e Blitz origliarono il complotto e assassinarono i membri dell'equipaggio per il loro tradimento. Icicle fu ucciso quando la sua testa fu spazzata via da Blitz.

## In altri media

### Televisione
- La versione di Icicle de "I Superamici" comparve nella pubblicità dei cereali degli anni '80 "Post Super Heroes Create A Villain Contest". Robin diceva "Holy Icicles!" (in italiano "sante ghiaccioli!") e quindi Icicle lanciava il suo raggio congelante, ma Superman lo respingeva al mittente a mani nude.
- Nell'episodio in due parti Giustizia assoluta della serie televisiva Smallville, comparvero Joar (interpretato dall'attore Gardiner Millar) come un uomo in coma vegetativo e Cameron Mahkent (interpretato da Wesley MacInnes). Cameron fu il responsabile della morte di Sylvester PembertonStar-Spangled Kid, Sandman, e successivamente del Dottor Fate su ordine di Amanda Waller. Dopo aver ucciso Dottor Fate, Cameron ne rubò l'elmetto e andò a fare visita al suo padre comatoso. Dopo aver rivelato i suoi piani, staccò la spina a suo padre - uccidendolo - prima di indossare l'elmo di Dottor Fate. Irrompendo nella Watchtower, si batté contro Hawkman, Stargirl, Clark Kent e Freccia Verde prima di venire attaccato da Martian Manhunter, di nuovo in forze. Grazie all'abilità di Martian Manhunter di attraversare gli oggetti, i poteri di Cameron divennero inutili e i membri della JLA e della JSAlo sconfissero. Hawkman respinse l'ultimo attacco con la sua mazza, colpendo l'elmo di Fate e mettendo Cameron fuori gioco. Cameron fu successivamente imprigionato in una stanza riscaldata nella struttura di Checkmate. Qui, Amanda Waller rivelò che l'attacco alla JSA si era compiuto esattamente come lei voleva - facendo così ricostituire la squadra, parte di un piano per salvare il mondo da una "apocalisse imminente". Quando Cameron protestò che questo non era ciò per cui si era prestato, Amanda Waller gli sparò apparentemente uccidendolo, come un "benvenuto" nella Suicide Squad.
- Entrambi gli Icicles comparvero in Young Justice. Cameron Mahkent comparve nell'episodio "Indipendece Day", dove fu visto creare disordini su un ponte a Star City finché non fu fermato da Freccia Verde e Speedy. In "Terrors", Joar Mahkent comparve dove lui, suo figlio, e gli altri criminali con poteri di ghiaccio (Killer Frost, Capitan Cold e Mr. Freeze) pianificavano un'evasione di massa a Belle Reve. Icicle Jr. menzionò a un Superboy sotto copertura che suo adre per lui si comportava da idiota. Una volta che l'evasione e l'acquisizione furono ultimate, Icicle Sr. fece in modo che suo figlio e Superboy sotto copertura irrompessero nella sezione femminile della prigione. Superboy convinse Icicle Jr. a "mostrare un po' di iniziativa". Durante questo periodo, senza saperlo, Icicle aiutò Superboy a combattere numerosi criminali, incluso un combattimento con Mr. Freeze. Poco dopo scoprì che in realtà il suo nuovo amico era Superboy e affermò "papà mi ammazzerà". Si scoprì invece che Icicle Sr. era in combutta con Hugo Strange in quanto entrambi erano associati con i Light (il Consiglio di Amministrazione del Progetto Cadmus). In "Beneath", Icicle Jr. comparve in Bialya con Psimon, Mammoth, Shimmer e Devastazione dove furono assegnati al controllo di una spedizione di bambini da parte dei partner dei Light. Quando Devastazione sconfisse Wonder Girl, Icicle Jr. le disse che lei non era da sola. Mentre Psimon e Miss Martian avevano una battaglia psichica, cercò di uccidere Miss Martian, discendo che gli spezzò il cuore a Belle Reve. Prima che Icicle potesse ucciderla, Psimon fu sconfitto da Bumblebee, permettendo a Miss Martian di difendersi lanciando Icicle contro un muro. Lo si vide alla fine dell'episodio relativamente incolume. In "Darkest", Icicle Jr. fu inviato con Aqualad, Tigress e i Terror Twins in una missione per attaccare Impulso e Blue Beetle. Riuscì a congelare Blue Beetle finché non si liberò, e quando lo scarabeo dell'eroi prese il sopravvento, riuscì a mettere Icicle fuori gioco finché non fu fermato da Aualad e Tigress. Icicle Jr. si unì ad Aqualad, Tigress e ai Terror Twins quando si ritirarono presso Black Manta.
- Tom Root prestò la sua voce ad Icicle in Robot Chicken DC Comics Special.

- Nell'episodio 6 della quinta stagione della serie televisiva ambientata nell'Arrowverse The Flash del 2014 si scopre che il padre della dottoressa Caitlin Snow, aka Killer Frost, ha un alter ego proprio come sua figlia che gli scrittori della serie nel titolo dell'episodio hanno nominato "Icicle".

### Film
- Cameron Mahkent fu messo in evidenza per un eventuale progetto di copione di David S. Goyer per un film su Freccia Verde dal nome "Super Max"[8].
- Icicle comparve in Superman/Batman: Nemici pubblici. Si alleò con altri criminali con poteri di ghiaccio (Mr. Freeze, Killer Frost e Capitan Cold) per ottenere la taglia di un miliardo di dollari su Superman. Dopo una breve battaglia con Batman, furono tutti sconfitti da un raggio calorifico della vista calorifica di Superman.
- Una versione mista di Joar e Cameron Mahkent comparve in Justice League: The Flashpoint Paradox.

### Videogiochi
Cameron Mahkent comparve come biss finale nel videogioco Young Justice: Legacy. Cameron e Sportsmaster mettevano al sicuro un'antica statua a Verhoyansk per i Light. Pregò sia lui che suo padre di fare più in fretta, ma furono tutti sconfitti dalla Squadra.